# Photogénie
 (avril 2023).
Si vous disposez d'ouvrages ou d'articles de référence ou si vous connaissez des sites web de qualité traitant du thème abordé ici, merci de compléter l'article en donnant les références utiles à sa vérifiabilité et en les liant à la section « Notes et références ».
La photogénie est la capacité à bien figurer sur les photographies. Le terme est inventé en 1881 par Edmond de Goncourt dans Le Faustin.
Certaines personnes au visage ordinaire apparaissent comme plus belles sur une photographie. L'inverse est aussi vrai. Certaines belles personnes perdent leur beauté sur une photographie.
Une tentative d'explication est que la photographie ne rend pas bien la profondeur trois dimensions de la vision humaine. Cet effet est plus évident en pose rapprochée. La même personne photographiée à cinq mètres aura une apparence de beauté différente.
Il y a aussi les mouvements de tête et de peau du visage qui peuvent embellir une personne et qui, bien sûr, ne sont pas reproduits sur une photographie.